# Ericameria nauseosa
Espèce
Classification APG III (2009)
La Bigelovie puante  (Ericameria nauseosa, syn. Chrysothamnus nauseosus) est une espèce de plante à fleurs de la famille des  Asteraceae originaire des régions arides d'Amérique du Nord. On a identifié 28 sous-espèces de cette plante.

## Habitat
La plante est présente dans les États américains de l'Utah, de l'Arizona et du Nouveau-Mexique. L'arbuste est présent dans les zones sauvages non entretenues, sur des propriétés abandonnées ou le long des routes. Il peut supporter des conditions arides.

## Description

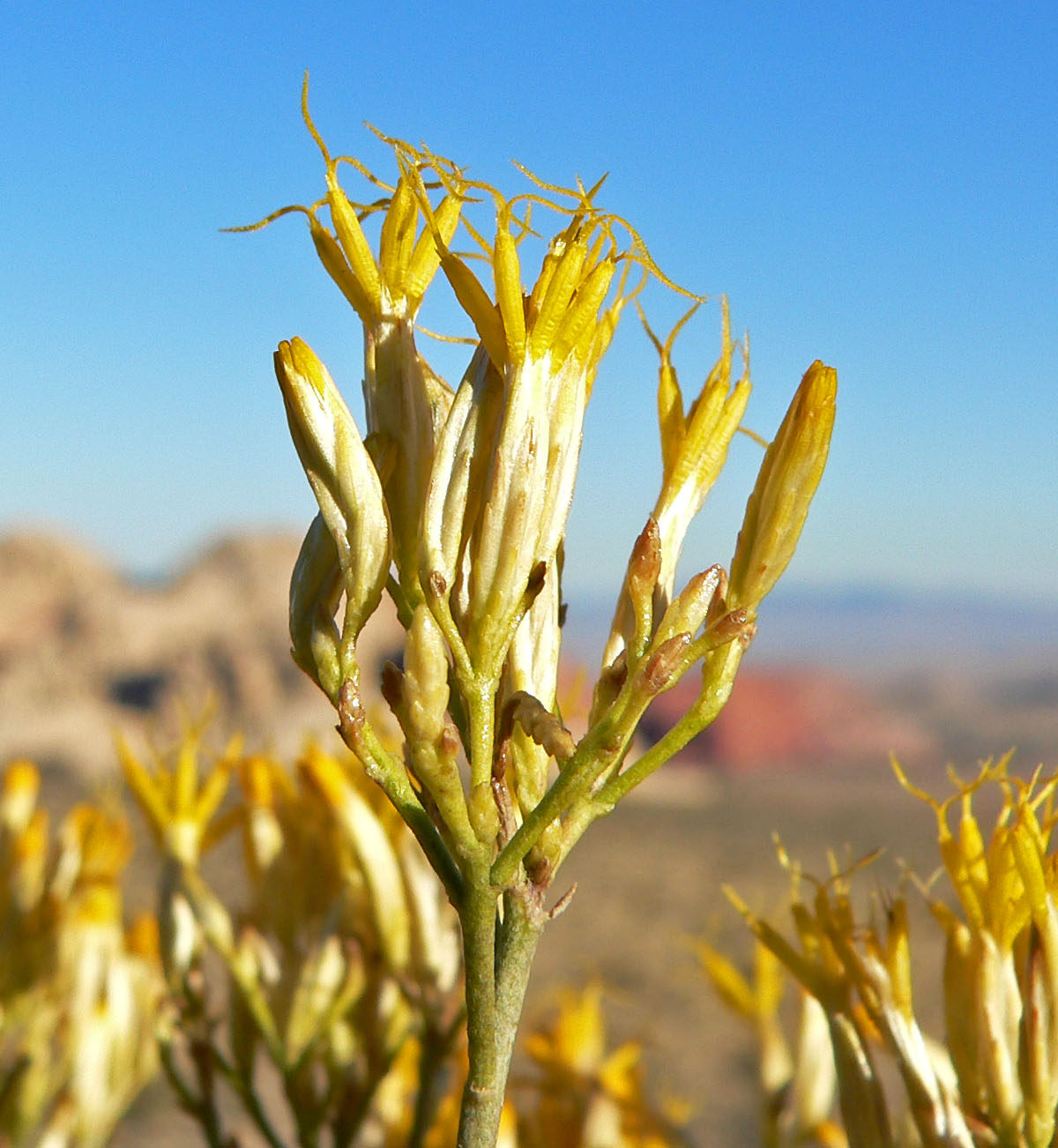
Fleurs.

C'est un buisson ou arbuste pouvant atteindre une taille entre 30 cm et 2,3 mètres. Son nom lui vient de l'odeur désagréable qu'il dégage lors de la floraison de ses fleurs jaunes de la fin de l'été au début de l'automne. L'arbuste se reproduit par les graines mais aussi par rejet de ses racines. Les feuilles sont longues et fines mais dépendent de la sous-espèce. Les branches sont flexibles, de couleur vert-gris.
Durant l'hiver, l'arbuste sert à l'alimentation de nombreux animaux.

## Utilisation
L'Homme s'en sert comme plante d'ornement dans les régions où l'eau est rare ou encore comme petit bois pour faire du feu.

## Divers
Les spécimens qui poussent dans le Bayo Canyon près de Los Alamos au Nouveau-Mexique ont une concentration en strontium-90 plus de 300 000 fois plus élevée qu'une plante normale. Cela est dû à la présence d'une proche usine des traitements des déchets et au fait que la plante confond cet élément radioactif avec le calcium. Ils sont identiques aux spécimens non touchés, et la seule façon de les détecter est d'utiliser un compteur geiger.